# Uffe
Uffe ist ein männlicher Vorname.

## Herkunft und Bedeutung
Für den Namen Uffe kommen zwei Herleitungen in Frage. Einerseits handelt es sich um eine friesische Koseform verschiedener Namen, die das Element ulf „Wolf“ beinhalten. Andererseits stellt der Name eine friesische Variante von Offe dar, der eine althochdeutsche Koseform von Namen mit dem Element aud „Besitz“, „Glück“, „Wohlstand“ ist.

## Verbreitung
Der Name Uffe ist primär in Dänemark geläufig. Hier nahm seine Popularität zuletzt zu, obwohl er nach wie vor eher selten gewählt wird. Im Jahr 2022 trugen 2.767 Dänen diesen Vornamen.

## Varianten
Friesische Varianten des Namens lauten Ufe, Ufo, Uffo, Uffke, Uffko, Ufke und Ufko.
Daneben findet sich die altnordische Form Uffi und die altschwedische Variante Offe.
Auch die Namen Ove und Uwe können als Varianten des Namens angesehen werden.

## Namensträger
- Uffe Ellemann-Jensen (1941–2022), dänischer Politiker (Venstre) und Außenminister
- Uffe Haagerup (1949–2015), dänischer Mathematiker
- Uffe Thrugotsen († 1252), von ungefähr 1228 bis zu seinem Tode Erzbischof im Erzbistum Lun'd

Künstlername
- Ulf "Uffe" Krokfors (* 1966), finnischer Jazzbassist
- Anna Sandström (1854–1931), schwedische Lehrerin, Reformpädagogin und Frauenrechtlerin

fiktiv
- Uffe Lynggaard, Romanfigur in Erbarmen von Jussi Adler-Olsen